# Fornicia pilosa
Fornicia pilosa är en stekelart som beskrevs av Joseph Augustine Cushman 1931. Fornicia pilosa ingår i släktet Fornicia och familjen bracksteklar. Inga underarter finns listade i Catalogue of Life.